# Паршинский сельсовет
Па́ршинский сельсовет (бел.  Паршынскі сельсавет) — административно-территориальная единица
Горецкого района Могилёвской области Белоруссии. Административный центр — агрогородок Паршино.

## Состав
Включает 18 населённых пунктов:
- Большая Королёвка — деревня.
- Буды — деревня.
- Задорожье — деревня.
- Квартяны — деревня.
- Котелево — деревня.
- Кузовино — деревня.
- Малая Королёвка — деревня.
- Медведево — деревня.
- Мостовой — посёлок.
- Нивищи — деревня.
- Паршино — агрогородок.
- Полящицы — деревня.
- Пуплы — деревня.
- Ревячино — деревня.
- Славики — деревня.
- Суровцово — деревня.
- Телешовка — деревня.
- Тосна — деревня.

## Население
- 1999 год — 1490 человек
- 2010 год — 1685 человек